# Stradonice
Stradonice (deutsch Stradonitz) ist eine Gemeinde in Tschechien. Sie liegt sieben Kilometer nördlich von Slaný und gehört zum Okres Kladno.

## Geographie
Stradonice befindet sich im Mittelböhmischen Tafelland in der Talmulde des Zlonický potok. Südlich des Dorfes verläuft die Eisenbahnstrecke zwischen Slaný und Zlonice, an der sich in Páleček die nächste Bahnstation befindet.
Nachbarorte sind Páleč im Norden, Vyšínek im Nordosten, Lisovice und Zlonice im Osten, Dřínov im Südosten, Královice im Süden, Neprobylice und Třebíz im Südwesten, Páleček im Westen sowie Vraný im Nordwesten.

## Geschichte
Stradonice wurde 1318 erstmals urkundlich erwähnt.
Nach der Ablösung der Patrimonialherrschaften wurde Stradonice 1850 eine selbstständige Gemeinde im Bezirk Slaný. Seit 1961 gehört der Ort zum Okres Kladno. Am 1. Januar 1980 erfolgte die Eingemeindung nach Zlonice. Seit dem Beginn des Jahres 1992 bildet Stradonice wieder eine Gemeinde.

## Gemeindegliederung
Für die Gemeinde Stradonice sind keine Ortsteile ausgewiesen.

## Sehenswürdigkeiten
- Statuengruppe des Hl. Johannes und Paulus